# Aloe vittata
Aloe vittata é uma espécie de liliopsida do gênero Aloe, pertencente à família Asphodelaceae.